# Strzyżewice (gmina)
Pour les articles homonymes, voir Strzyżewice.
Strzyżewice est une gmina rurale (gmina wiejska) du powiat de Lublin, dans la Voïvodie de Lublin, dans l'est de la Pologne.
Son siège administratif (chef-lieu) est le village de Strzyżewice, qui se situe environ 24 kilomètres au sud-ouest de la capitale régionale Lublin (siège du powiat et capitale de la voïvodie).
La gmina couvre une superficie de 108,84 km2 pour une population de 7 572 habitants en 2006.

## Histoire
De 1975 à 1998, la gmina est attachée administrativement à l'ancienne Voïvodie de Lublin.
Depuis 1999, elle fait partie de la nouvelle voïvodie de Lublin.

## Géographie
La gmina inclut les villages (sołectwa) de :

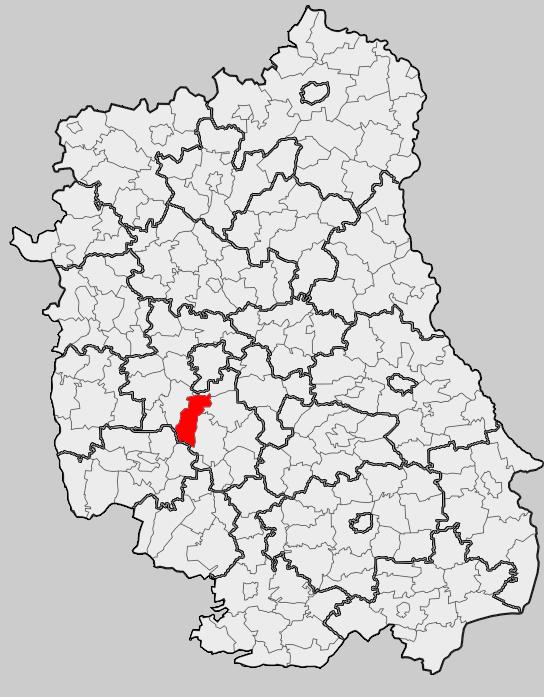
Position de la gmina dans la voïvodie

- Borkowizna
- Bystrzyca Nowa
- Bystrzyca Stara
- Dębina
- Dębszczyzna
- Franciszków
- Iżyce
- Kajetanówka
- Kiełczewice Dolne
- Kiełczewice Górne
- Kiełczewice Maryjskie
- Kiełczewice Pierwsze
- Kolonia Kiełczewice Dolne
- Osmolice
- Pawłów
- Pawłówek
- Piotrowice
- Polanówka
- Pszczela Wola
- Strzyżewice
- Żabia Wola

### Gminy voisines
La gmina de Strzyżewice est voisine des gminy de :
- Bychawa
- Głusk
- Jabłonna
- Niedrzwica Duża
- Wilkołaz
- Zakrzówek

## Structure du terrain
D'après les données de 2002, la superficie de la commune de Strzyżewice est de 108,84 kilomètres carrés, répartis comme telle :
- terres agricoles : 82 %
- forêts : 15 %

La commune représente 6,48 % de la superficie du powiat.

## Démographie
Données du 30 juin 2004 :
| Description        | Total  | Total | Femmes | Femmes | Hommes | Hommes |
| ------------------ | ------ | ----- | ------ | ------ | ------ | ------ |
| Unité              | Nombre | %     | Nombre | %      | Nombre | %      |
| Population         | 7 525  | 100   | 3 823  | 50,8   | 3 702  | 49,2   |
| Densité (hab./km²) | 69,1   | 69,1  | 35,1   | 35,1   | 34     | 34     |